# Gas Gas EC
La Gas Gas EC, coneguda també com a Enducross, és un model de motocicleta d'enduro que fabrica Gas Gas d'ençà de 1989. Actualment es comercialitza amb dues motoritzacions diferents: d'una banda, amb el tradicional motor de dos temps en diverses cilindrades (des dels 80 fins als 300 cc) i de l'altra, amb motor de quatre temps de 250 cc (cas en el qual la moto rep la denominació d'EC FSE, o EC F).
Estretament relacionada amb la gamma EC, Gas Gas fabricà entre el 1992 i el 2009 la MC de motocròs, per bé que aquesta no es produí en les cilindrades de 80, 200 i 300 cc però sí en la de 65 cc (cilindrada no disponible en l'EC). Tant l'EC com l'EC FSE i la MC, però, compartien les mateixes característiques generals: motor monocilíndric amb refrigeració líquida, frens de disc i amortidors de forquilla convencional davant i monoamortidor darrere.
La Gas Gas EC és una de les motos d'enduro més reeixides de l'actualitat i, des de fa anys, l'han pilotada en competició els millors especialistes internacionals. Fins al moment, hi han aconseguit campionats del món l'anglès Paul Edmondson (en categoria 125cc el 1994 i en 250cc el 1996), els finlandesos Petteri Silván (en categoria 250cc i l'absolut el 1999) i Petri Pohjamo (en categoria 125cc el 2003), l'espanyol Cristóbal Guerrero (en categoria EJ el 2005), la francesa Ludivine Puy (en categoria femenina els anys 2010 i 2011) i la catalana Laia Sanz en categoria femenina el 2012.

## Versions

### Llista de versions produïdes
| Versió | Cilindrada | Anys              |
| ------ | ---------- | ----------------- |
| 50     | 50         | 2001 - 2006       |
| 80     | 80         | 1993 - 1994       |
| 125    | 125        | 1989 - Actualitat |
| 200    | 200        | 1989 - Actualitat |
| 250    | 250        | 1989 - Actualitat |
| 300    | 300        | 1989 - Actualitat |

1. ↑  Del 2001 al 2005 es va produir en versions Rookie (dimensions estàndard) i Boy (minimoto), mentre el 2006 es fabricà només en versió Boy. El 2005, la versió Rookie adoptà forquilla normal per comptes de la invertida anterior.

### 80
Fitxa tècnica
| Gas Gas EC 80      | Gas Gas EC 80                                    |
| Mecànica           | Mecànica                                         |
| ------------------ | ------------------------------------------------ |
| Tipus motor        | Monocilíndric 2T                                 |
| CC                 | 78                                               |
| Diàmetre x Carrera | 47 x 44,9                                        |
| Refrigeració       | Líquida                                          |
| Distribució        | Lamel·lar                                        |
| Carburador         | Mikuni 28 mm                                     |
| Encesa             | Electrònica CDI                                  |
| Embragatge         | Multidisc en bany d'oli                          |
| Canvi              | 6 velocitats                                     |
| Transmissió        | Primària per engranatges Secundària per cadena   |
| Engegada           | Pedal                                            |
| Part cicle         |                                                  |
| Suspensió davant   | Forquilla 45 mm Marzocchi                        |
| Suspensió darrera  | Monoamortidor amb regulació de precàrrega Öhlins |
| Frens davant       | Disc 260 mm                                      |
| Frens darrera      | Disc 220 mm                                      |
| Pneumàtic davant   | 90/90-21                                         |
| Pneumàtic darrera  | 120/80-18                                        |

1. ↑  Dades corresponents a la versió de 1994.

### 200
Fitxa tècnica
| Gas Gas EC 200        | Gas Gas EC 200                                     | Gas Gas EC 200 |
| --------------------- | -------------------------------------------------- | -------------- |
| Mecànica              |                                                    |                |
| Tipus motor           | 2T                                                 |                |
| CC                    | 199,4                                              |                |
| Diàmetre x Carrera    | 62,5 x 65                                          |                |
| Refrigeració          | Líquida                                            |                |
| Distribució           | Lamel·lar                                          |                |
| Carburador            | 38 mm                                              |                |
| Encesa                | Digital CDI                                        |                |
| Embragatge            | Multidisc en bany d'oli                            |                |
| Canvi                 | 6 velocitats                                       |                |
| Transmissió           | Primària per engranatges Secundària per cadena     |                |
| Engegada              | Pedal                                              |                |
| Part cicle            |                                                    |                |
| Suspensió davant      | Forquilla invertida 45 mm amb regulació hidràulica |                |
| Suspensió darrera     | Monoamortidor amb regulació hidràulica             |                |
| Frens davant          | Disc 260 mm                                        |                |
| Frens darrera         | Disc 220 mm                                        |                |
| Pneumàtic davant      | 90/90-21                                           |                |
| Pneumàtic darrera     | 140/80-18                                          |                |
| Dimensions            |                                                    |                |
| Alçada selló          | 945 mm                                             |                |
| Distància entre eixos | 1.476 mm                                           |                |
| Pes en sec            | 95 kg                                              |                |
| Capacitat dipòsit     | 9,5 litres                                         |                |

1. ↑  Dades corresponents a la versió del 2009.

### 300
Fitxa tècnica
| Gas Gas EC 300        | Gas Gas EC 300                                             | Gas Gas EC 300 |
| --------------------- | ---------------------------------------------------------- | -------------- |
| Mecànica              |                                                            |                |
| Tipus motor           | 2T                                                         |                |
| CC                    | 297                                                        |                |
| Diàmetre x Carrera    | 72 x 72                                                    |                |
| Refrigeració          | Líquida                                                    |                |
| Distribució           | Lamel·lar                                                  |                |
| Carburador            | 38 mm                                                      |                |
| Encesa                | Digital CDI Kokusan amb doble mapeig ajustable al manillar |                |
| Embragatge            | Multidisc en bany d'oli                                    |                |
| Canvi                 | 6 velocitats                                               |                |
| Transmissió           | Primària per engranatges Secundària per cadena             |                |
| Engegada              | Pedal                                                      |                |
| Part cicle            |                                                            |                |
| Suspensió davant      | Forquilla invertida 48 mm amb regulació hidràulica         |                |
| Suspensió darrera     | Monoamortidor amb regulació hidràulica                     |                |
| Frens davant          | Disc 260 mm                                                |                |
| Frens darrera         | Disc 220 mm                                                |                |
| Pneumàtic davant      | 90/90-21                                                   |                |
| Pneumàtic darrera     | 140/80-18                                                  |                |
| Dimensions            |                                                            |                |
| Alçada selló          | 945 mm                                                     |                |
| Distància entre eixos | 1.476 mm                                                   |                |
| Pes en sec            | 102 kg                                                     |                |
| Capacitat dipòsit     | 9,5 litres                                                 |                |

1. ↑  Dades corresponents a la versió del 2009.